# Media Luna, Jalisco
Media Luna är en ort i Mexiko.   Den ligger i kommunen Encarnación de Díaz och delstaten Jalisco, i den centrala delen av landet, 400 km nordväst om huvudstaden Mexico City. Media Luna ligger 1 761 meter över havet och antalet invånare är 115.
Terrängen runt Media Luna är huvudsakligen en högslätt. Media Luna ligger nere i en dal. Runt Media Luna är det ganska glesbefolkat, med 39 invånare per kvadratkilometer. Närmaste större samhälle är Encarnación de Díaz, 7,5 km öster om Media Luna. Omgivningarna runt Media Luna är en mosaik av jordbruksmark och naturlig växtlighet.